# All My Love
Az All My Love az angol Led Zeppelin együttes hatodik dala az 1979-es In Through the Out Door albumukról. Szerzője John Paul Jones basszusgitáros/billentyűs hangszerek, és Robert Plant énekes voltak. Balladisztikus hangvételű, lágy hangzású és közepes tempójú szerzemény. Szerelmes dalként is értelmezhető, a szöveg azonban Plant fiának állít emléket. Karac az 1977-es Észak-Amerikai turné közben, ötéves korában hunyt el gyomorfertőzés következtében. 
Plant és Jones elsőként írták meg a stúdiófelvételek során, a dal közepén pedig egy klasszikus ihletettségű szintetizátorszóló hallható. A South Bound Saurez mellett ez a másik olyan dal az In Through the Out Door albumról, amelynek megírásában Page nem vett részt. Sok kritikus szerint az együttes „utolsó nagy klasszikus darabja”.

## Történet
A dalt Jones és Plant elsőként és együtt írták meg az In Through the Out Door album felvételei során. Ebben az időben a két zenész sok időt töltött együtt a stúdióban, mivel Page és John Bonham ritkán jelent meg időben a munka kezdetére. Rögzítése az ABBA svédországi Polar stúdiójában zajlott 1978 novemberében és decemberében. Amikor Bonham a dal ritmusrészén dolgozott, természetes és spontán stílusra törekedett, amivel Plant hangjának kíséretében lendíti előre a szám ritmusát. Mindez nagy kihívás elé állította, így amikor egyszer a Toto gitárosával Steve Lukather-rel találkozott felvetette a gitáros, hogy kérje ki a Toto dobos Jeff Porcaro segítségét. Lukather szerint Porcaro nagyon jól megragadja a dalok lényegét, aki szívesen dolgozott együtt Bonham-el, így a dalban hallott dobtémák nagy része Porcaro ötlete nyomán született.
Zeneileg egy közepes tempójú, kedves ugyanakkor melankólikus szerelmi ballada, amelyben Jones billentyűhangjai vannak a középpontban. Plant nagyfokú átéléssel adja elő az élet, a halál és az újjászületés celebrálásáról elmélkedő szövegét, szépen csengő, meleg tónusú hangja meglehetősen előtérbe került (más számokkal ellentétben a lemezről) a keverés során. Page 12 húros akusztikus gitárkísérete csak színező szerepet tölt be, Jones előretolt szintetizátor hangjai elnyomják a gitár szólamát. A szólórészt szintén Jones játssza, aki a 18. századi klasszikus billentyűs hangszerre írt művek stílusát idézi fel, míg hangszíne olyan ami az 1970-es évek közepén számított divatosnak, nem 1979-ben.
A dalnak egy kiterjesztett változatú stúdiófelvétele is ismert, amely több mint 7 perces, és egy sor kalóz Led Zeppelin felvételen is meghallgatható. Ez a verzió sok helyen a dal eredeti címének szánt "The Hook" elnevezéssel szokott szerepelni (például az album 2015-ös deluxe edition újrakiadásán), és a kibővített részben Plant még egy versszakot, míg Page egy gitárszólót ad elő. Ez utóbbi során egy B-Bender nevű gitártartozékkal szerelte fel hangszerét, amely a B húr (Magyarországon H-nak is hívják) meghajlítására szolgál.

## Utóélet
A dal az 1980-ban lezajlott európai turné során a koncertek állandó darabja lett, és rendre a válogatásalbumaikra is fel szokott kerülni (Latter Days: The Best of Led Zeppelin Volume Two, Remasters és Mothership). Megítélése változó az együttes tagjainak a részéről. Később Plant Cameron Crowe rockújságírónak adott interjújában elmondta, hogy a dal a Led Zeppelin egyik legjobb pillanata. Bonham és Page viszont már kevésbé volt vele elégedett, elsősorban a dal túl lágy, soft rockos jellege miatt. Page kifejtette, hogy az „All My Love sosem volt a kedvencem. Kicsit aggasztott a refrén. Szinte láttam magam előtt, ahogy hullámoznak az emberek, meg ilyesmi. És csak az járt a fejemben: Ezek nem mi vagyunk. A maga nemében nem volt rossz, de a jövőben nem ezt az irányt akartam követni.”
Az In Through the Out Door 2015-ös Deluxe Edition újrakiadásának kapcsán Andrew Doscas a PopMatters kritikusa azt írta a számról, hogy a legszomorúbb és leginkább szívhez szóló Led Zeppelin szerzemény. Recenziójában leírta, hogy méltó emléket állít Plant fia számára, de egyben kísértetiesen is hangzik, mivel hangulata előrevetíti a közelgő, de még előre nem látható feloldózást a zenekar megszünésével kapcsolatban. Keith Shadwick az együttes történetét bemutató Led Zeppelin The Story of a band and their music, 1968-1980 című könyv szerzője kifogásolta, hogy Jones billentyűhangzása elnyomja az ötletes gitárkíséretet, majd hozzátette, hogy Jones szólója a dal közepén a feketeleves, ami megjelenésekor már elcsépeltnek hangzott. Nigel Williamson biográfus a klasszikus elemeket is felvonultató szintetizátorhangzást illette kritikával, amely szerinte nem illik az együttes stílusába, hanem sokkal inkább az Electric Light Orchestra vagy a Genesis megoldásait jellemzi. A Whole Lotta Led/Our Flight With Led Zeppelin című könyv egyik szerzője Ralph Hulett szerint az akusztikus gitárjáték sokkal jobban hangzik mint az album gitárszólamainak többsége. A riffeket viszont kuszának jellemezte, míg megszólalása „feláldozta a klasszikus, súlyos blues hangzást, hogy úgy szólaljon meg, mint egy Beatles féle popdal.” A Radio Caroline 1999-es "Top 500 Tracks" listáján a 239. helyre rangsorolta.
Az "All My Love" az együttes késői korszakának az egyik legnépszerűbb szerzeménye. A lemezmegjelenést követő koncerteken rendre bekerült a programba, és számos előadó feldolgozta. A Dread Zeppelin emlékzenekar mellett a Michael White & The White is a műsorára tűzte, továbbá a Londoni Filharmonikus Zenekar Kashmir: Symphonic Led Zeppelin című albumára is felkerült. A Mor Karen and Kristen Laiken és a Great White egyaránt feldolgozta saját Led Zeppelin tribute albumain, csakúgy mint a Vanilla Fudge. A Ween alternatív rock zenekar a Live in Chicago című koncertlemezén hozta nyilvánosságra, de John Craigie és Billy Sherwood is a saját képére formálta. Bettye LaVette énekesnő pedig a rockdalok átiratait tartalmazó soul albumán az Interpretations: The British Rock Songbookon dolgozta fel a dalt.

## Közreműködők
- Jimmy Page – gitár
- Robert Plant – ének
- John Paul Jones – basszusgitár, billentyűs hangszerek
- John Bonham – dob